# Béat Jacques II de Zurlauben
Pour les articles homonymes, voir Zurlauben.
Béat Jacques II de Zurlauben, comte de Zurlauben, né le 25 février 1656, mort le 21 septembre 1704 à Ulm, est un militaire suisse au service du royaume de France.

## Biographie
Fils d'Henri de La Tour-Châtillon de Zurlauben, il se distingua tellement dans le régiment de Zurlauben, que Louis XIV lui donna, en 1687, la seigneurie du Val-de-Villé en Basse-Alsace, laquelle fut érigée en baronnie. Il leva, en 1687, le régiment allemand de Zurlauben, à la tête duquel il servit en Catalogne. Nommé brigadier des armées du roi en 1690, il passa en Irlande, et se distingua le 12 juillet à la bataille de la Boyne, où son régiment fut taillé en pièces. Il commandait en 1692 une brigade à la bataille de Steinkerque, où il fut blessé ; et la même année le roi éleva au titre de comté la baronnie de Val-de-Ville. Le comte de Zurlauben se distingua tellement à la bataille de Nerwinde, que la gloire de cette journée fut principalement due à la valeur de sa brigade. Il servit aux sièges de Mons, de Namur, et étant avec le comte de Jessé, commandant de la place de Mantoue, il en fit lever le blocus, que l'ennemi formait depuis un an. Il est maréchal de camp en 1696.
Nommé lieutenant général le 5 juin 1702, il fit à la bataille de Höchstädt de 1704 des efforts héroïques. Quoiqu'il eût reçu sept blessures profondes, s'étant mis à la tête de la gendarmerie, il avait trois fois repoussé l'ennemi ; mais n'étant point secondé il fut obligé de se retirer. Le roi, informé de sa conduite, lui fit écrire par le ministre de la Guerre : « Sa Majesté m'a commandé de TOUS dire que vous serez content de la manière dont elle a l'intention de vous dédommager songez à guérir promptement et à venir recevoir la récompense de vos services. ». La lettre est du 20 septembre ; et, avant qu'elle pût arriver à son adresse, Zurlauben mourut à Ulm, en Souabe, des suites de ses blessures, ne laissant que des filles, dont l'une épousa en 1711 Henri-Louis de Choiseul.

## Œuvres
- Mémoires sur la défense de la place de Mantoue.

## Famille

### Ascendants
- Henri de La Tour-Châtillon de Zurlauben, son père.
- Béat II de La Tour-Châtillon de Zurlauben, son grand-père.
- Henri de La Tour de Gestellenbourg-Zurlauben, son grand-oncle.
- Conrad II de La Tour-Châtillon de Zurlauben, son arrière-grand-père.
- Béat Ier de La Tour-Châtillon de Zurlauben, son arrière arrière-grand-père.
- Conrad Ier de La Tour-Châtillon de Zurlauben, son arrière arrière arrière-grand-père.

### Descendants
Marié en 1679 avec Maria Barbara Zurlauben (1660-1724) dont:
- Ludovica Genoveva Zurlauben (1680-1744)
- Béat Jacob Anton Zurlauben (1684-1755)
- Béat François Placide de Zurlauben  (1687-1770), marié à Marie Florimonde de Pinchène française[3]
  - Maria Elisabeth Zurlauben (1716-1737) mariée le 6 août 1734 à Jean-Jacques Portal
- Jakobea Zurlauben (1689-1689)
- Heinrich Damian Léonz Zurlauben (1690-1734)
- Béat Ludwig Zurlauben (1692-1730)
- Jos Christoph Zurlauben (1693-1697)
- Augustin Zurlauben (1696-1742)
- Helena Barbara  Zurlauben (1696-1755)
- A. Maria Louisa Zurlauben (1701-1766)
- Anna Juliana Zurlauben (1703-1765)
- A. M. Barbara Zurlauben (1705-1728)